# Heróis Renascem
Heróis Renascem (Heroes Reborn no original) é uma série de história em quadrinhos criada para alocar as revistas Capitão América, Vingadores, Homem de Ferro e Quarteto Fantástico após a "morte" dos heróis no evento Onslaught: Marvel Universe, que foi publicada no Brasil nos anos de 1998 e 1999.[carece de fontes?]
Essa série foi produzida pelos estúdios de Jim Lee e Rob Liefeld, desenhistas que haviam saído da Marvel para fundarem a Image Comics.

## Publicação no Brasil
A série foi publicada pela Abril Jovem entre 1998 e 1999 em "formato americano" (17 x 26 cm), ao invês do popular formatinho usado pela editora na época.